# Nickerie
Nickerie er et distrikt i Surinam beliggende på nordvestkysten grænsende mod Atlanterhavet og Guyana. Nickeries hovedstad er Nieuw-Nickerie, som er den anden største by i landet. Andre byer inkluderer Washoda og Wageningen.
Nickeries population er på 41.080 mennesker og distriktet har et areal på 5.353 km².
Forholdet mellem Surinam og naboen Guyana har altid været spændt, og grænsestridigheder i den sydlige del af landet (med lejlighedsvise optøjer) betyder at der er meget få muligheder for at komme ind i Surinam fra Guyana. Dog findes der en færge, som sejler mellem Guyana og Nickerie.
Bananer og ris er de primære afgrøder dyrket i Nickerie.

## Resorter
Nickerie er inddelt i 5 resorter (ressorten):
- Groot Henar
- Nieuw Nickerie Resort
- Oostelijke Polders
- Wageningen
- Westelijke Polders

5°46′02″N 56°52′13″V / 5.7672222222222°N 56.870277777778°V